# Slag bij Montréjeau
De Slag bij Montréjeau vond plaats op 19 en 20 augustus 1799 (3 Fructidor jaar VII van de republikeinse kalender) tussen Franse royalistische opstandelingen en republikeinse troepen, nabij Montréjeau in de Occitanie. De republikeinen behaalden een duidelijke overwinning. Deze slag markeerde het einde van de royalistische opstand in het zuidwesten van Frankrijk.